# Katathermometer
Das Katathermometer nach Leonard Hill dient in der Klimatologie zur Ermittlung der Abkühlungsgröße. Es ist ein träges Flüssigkeitsthermometer, dessen Kapillare je eine Markierung bei 35 °C und bei 38 °C sowie eine Gerätekonstante hat. 

## Anwendung
Zur Messung wird es zuerst im Wasserbad (mit z. B. 60 °C) erwärmt. Am Messort wird dann die Zeit in Sekunden gemessen, die der Flüssigkeitsmeniskus braucht, um von der oberen 38-°C-Marke bis zur unteren 35-°C-Marke abzusinken.
Aus der Division der Gerätekonstante durch die Abkühlungszeit berechnet sich dann der Katawert, der angibt, wie schnell am Messort Wärme von der Körperoberfläche eines Menschen abgegeben wird. So erklärt sich auch der betrachtete Temperaturbereich.